# Amphilophus rhytisma
Espèce
Statut de conservation UICN

 LC  : Préoccupation mineure
Amphilophus rhytisma (anciennement Cichlasoma rhytisma) est une espèce de poissons de la famille des Cichlidae du Costa Rica (Rio Sixaola).